# Acanthodoxus delta
Acanthodoxus delta is een keversoort uit de familie van de boktorren (Cerambycidae). De wetenschappelijke naam van de soort werd voor het eerst geldig gepubliceerd in 1974 door Martins & Monné.